# Nattefrost
Nattefrost – norweski zespół muzyczny powstały w 2003 roku z inicjatywy wokalisty i kompozytora Rogera Nattefrosta znanego z grupy Carpathian Forest. Muzyka projektu zaliczana jest do gatunku black metal. Pierwsze wydawnictwo zatytułowane Blood & Vomit ukazało się w 2004 roku. Większość materiału skomponował i wykonał Roger Nattefrost z gościnnym udziałem takich muzyków jak Vrangsinn, Nordavind czy Evind Kulde. 
W 2005 roku ukazał się drugi album zespołu, zatytułowany Terrorist, podczas gdy poprzedni album był prawie w całości autorstwa Rogera Nattefrosta, nowy album zarejestrowano z gościnnym udziałem jedenastu muzyków.

## Muzycy
Obecny skład zespołu
- Roger "Nattefrost" Rasmussen - gitara elektryczna, gitara basowa, perkusja, śpiew

oraz
- Daniel "Vrangsinn" Salte - gitara basowa
- Alf Morten "Taaken" Bjřrnsen - perkusja

Byli muzycy koncertowi
- Dr. Amoque von Berlevaag - gitara
- Ørjan "Hoest" Stedjeberg - gitara
- Deathanie Cunt - gitara basowa
- Carl-Michael "Aggressor" Eide - perkusja
- Bård "Faust" Eithun - perkusja
- Per "Dirge Rep" Husebø - perkusja
- Erik "Aiwarikiar" Lancelot - perkusja

## Dyskografia
Albumy studyjne
- Blood & Vomit (2004, Season of Mist)
- Terrorist (2005, Season of Mist)

Inne
- Drunk and Pisseskev at Ringnes 2004 (EP, 2006, Fiskegrateng Rekordz)
- Hell Noise and Live Terrorism (kompilacja, 2008, Fiskegrateng)
- Engangsgrill (split z Fenriz' Red Planet, 2009, Indie Recordings)